# Церковь Покрова Пресвятой Богородицы (Щеглятьево)
Храм Покрова Пресвятой Богородицы в Щеглятьеве — православный храм Лотошинского благочиния Московской епархии Русской православной церкви. Расположен в селе Щеглятьево Лотошинского района Московской области (дом 38). Церковь была построена на месте деревянного храма в 1883—1884 годах.

## История
Исторические сведения о храме Покрова Божией Матери в селе Щеглятьево достаточно скудны. Известно, что храм был основан около 1732 года. Архивные источники впервые упоминают церковь в 1779 году. Согласно документам Тверской духовной консистории, Покровский храм в селе Щеглятьево до 1883 года был деревянным. В 1848 году в храме произошел пожар. Жители деревни своими силами отремонтировали храм. В 1883—1884 годах был построен каменный храм с одним куполом и одним престолом с несколько суженой по восточной стороне алтарной апсидой в стиле эклектики.
В советское время храм был закрыт, но использовался то как клуб, то как фельдшерский пункт, то как детский сад. По этой причине здание храма сохранилось в удовлетворительном состоянии. До настоящего времени сохранилась и часть колокольни, которая составляет с храмом единое целое.
Рядом с храмом расположено старое кладбище. В разные времена храм имел церковные здания, одно из которых (земская школа) сохранилось до сегодняшних дней и находится в удовлетворительном состоянии.

## Новый период
В 1999 году был образован приход Покровского храма, начались регулярные службы и восстановление здания и убранства храма. В настоящее время внутреннее убранство храма представляет собой относительно благообразный вид. В храме имеется ряд старинных храмовых икон, в том числе в металлических окладах, а также икона, которая находилась в Покровском храме до закрытия в советское время, хранилась у верующих людей до нашего времени и была передана в храм. Установлена звонница, сделана резная алтарная преграда.

## Новомученики
В Покровском храме служили два священнослужителя, репрессированные в 30-х годах XX века и прославленные в 2000 году в сонме святых Новомучеников в земле Лотошинской просиявших:
Маслов Михаил Григорьевич, уроженец д. Щеглятьево (1874 г. р.), служил в храме священником с 1935 года, был репрессирован и расстрелян на Бутовском полигоне. Позже был реабилитирован, а в 2000 году канонизирован в сонме новомучеников.
Быков Александр Яковлевич (1881 г. р.), уроженец д. Кельи Лотошинского района, служил в Покровском храме псаломщиком с 1917 г. по 1921 г. Был так же репрессирован и расстрелян. Александр Яковлевич был прославлен в сомне новомучеников Российских, в земле Лотошинской просиявших.

## Настоятели
С 27 октября 2014 года указом управляющего Московской епархии митрополита Крутицкого и Коломенского Ювеналия настоятелем назначен священник Алексий Пиков.
С 17 октября 2017 года указом управляющего Московской епархии митрополита Крутицкого и Коломенского Ювеналия настоятелем назначен священник Олег Голуб.

## Престольные праздники
- 14 октября — Покров Божией Матери;
- Последнее воскресенье ноября — память новомучеников и исповедников Лотошинских.